# IEEE小林宏治コンピュータ&コミュニケーション賞
IEEE小林宏治コンピュータ&コミュニケーション賞（Koji Kobayashi Computers and Communications Award）は、1986年にIEEEが設立した技術分野の賞。1988年より毎年コンピュータとコミュニケーションの統合に対する傑出した貢献に対して授与されている。
その名は、コンピュータとコミュニケーションの統合利用を推し進めるのをけん引した小林宏治にちなむ。個人、もしくは最大3人までの人物やチームに贈られる。
受賞者には銅メダル、賞状、謝礼金が授与される。NECがスポンサーとなっている。

## 受賞者
- 1988: Stuart Wecker
- 1989: Alexander G. Fraser
- 1990: エルウィン・バーレカンプ
- 1991: Stephen S. Lavenberg
- 1991: Martin Reiser
- 1992: ヴィントン・サーフ
- 1992: ロバート・カーン
- 1993: Gottfried Ungerboeck
- 1994: Jonathan Shields Turner
- 1995: ノーマン・エイブラムソン
- 1996: K. Mani Chandy
- 1997: ティム・バーナーズ＝リー
- 1998: Jack Keil Wolf
- 1999: ホイットフィールド・ディフィー
- 1999: マーティン・ヘルマン
- 1999: ラルフ・マークル
- 2000: ロナルド・リベスト
- 2000: アディ・シャミア
- 2000: レオナルド・エーデルマン
- 2001: John M. Cioffi
- 2002: バン・ジェイコブソン
- 2003: Bruce Hajek
- 2004: 受賞者なし
- 2005: Frank Kelly
- 2006: Nicholas F. Maxemchuk
- 2007: Donald F. Towsley
- 2008: Don Coppersmith
- 2009: Nick McKeown
- 2010: Larry L. Peterson
- 2011: Thomas J. Richardson
- 2011: Rüdiger L. Urbanke
- 2012: Jean Walrand
- 2013: Thomas Anderson
- 2014: George Varghese
- 2015: Albert Greenberg
- 2016: Leandros Tassiulas
- 2017: Kannan Ramchandran
- 2018: Victor Bahl
- 2019: R. Srikant
- 2020: Balaji Prabhakar
- 2021: Hari Balakrishnan
- 2022: Muriel Médard
- 2023: Ion Stoica
- 2024: Anja Feldmann